# Поцо дела Кјана (Арецо)
Поцо дела Кјана је насеље у Италији у округу Арецо, региону Тоскана.
Према процени из 2011. у насељу је живело 828 становника. Насеље се налази на надморској висини од 309 м.